# Bettendorf (Alto Rin)
Bettendorf es una comuna francesa, situada en el departamento de Alto Rin, en la región  de Alsacia.

## Demografía
| 272 | 318 | 329 | 342 | 394 | 427 |
| Para los censos de 1962 a 1999 la población legal corresponde a la población sin duplicidades (Fuente: INSEE [Consultar]) |     |     |     |     |     |